# Black Heddon
Black Heddon är en ort i civil parish Belsay, i grevskapet Northumberland i England. Orten är belägen 15 km från Morpeth. Black Heddon var en civil parish 1866–1955 när det uppgick i Belsay. Civil parish hade 45 invånare år 1951.